# Fanny Tacchinardi
Fanny Tacchinardi Persiani (4 de octubre de 1812, Roma; 3 de mayo de 1867, París) fue una soprano particularmente asociada con el bel canto y compositores como Rossini, Donizetti, Bellini, y Verdi. Su época dorada fue entre 1837 y 1848.
Fue una de las primeras sopranos canario de la historia.

## Biografía
Nacida en Roma, Fanny Tacchinardi fue la hija del chelista y tenor Nicola Tacchinardi quien fue su maestro.
En 1830 se casó con el compositor Giuseppe Persiani (1799-1869), debutando en Livorno en 1832. 
Gaetano Donizetti la escuchó en 1833 escogiéndola para los estrenos de tres de sus óperas Rosmonda d'Inghilterra con Gilbert Duprez, Pia de' Tolomei (1837) y Lucia di Lammermoor en Nápoles en 1835 También estreno Lucia en París 1837, junto a Giovanni Battista Rubini y Londres en 1838.

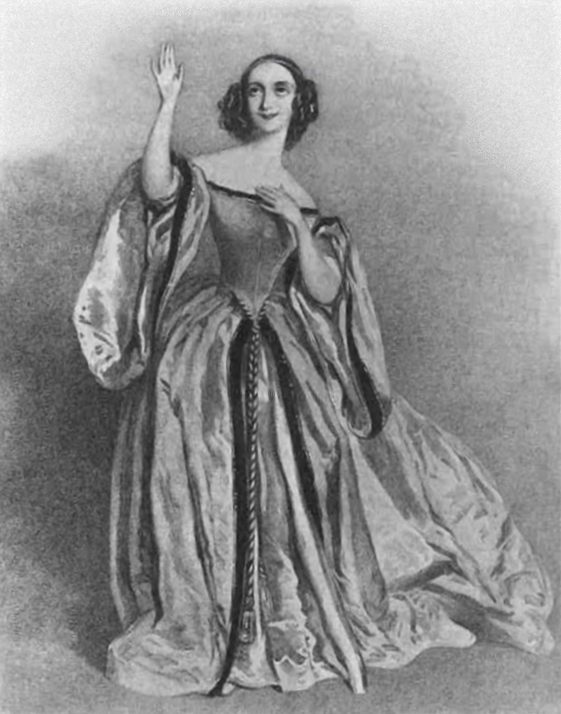
Fanny Tacchinardi caracterizada como Lucia di Lammermoor.

Debutó en París en 1837 como Amina en La Sonnambula y luego cantó L'elisir d'amore en 1839, con Antonio Tamburini y Lablache y en 1842 Linda di Chamounix con Mario, Tamburini y Lablache, en esta oportunidad Donizetti añadió 'O luce di quest'anima', hoy el aria más famosa de la ópera
Además de Italia, París, Londres y Bruselas cantó en 1851 Moscú para admiración de Anton Rubinstein También cantó Torquato Tasso, Lucrezia Borgia, Ernani y I due Foscari. 
Se retiró en 1859 para enseñar canto. 
Fue una de las primeras sopranos "canarios" precediendo a Jenny Lind, Adelina Patti, Nellie Melba, Amelita Galli-Curci, y Lily Pons.